# Renata Mauer
Renata Małgorzata Mauer-Różańska (Nasielsk, 23 de abril de 1969) é uma atiradora olímpica polonesa, campeã olímpica, na carabina 3 posições e no rifle 10m.

## Carreira
Renata Mauer representou os Estados Unidos nas Olimpíadas de 1996, conquistou a medalha de ouro na pistola de ar 10m. E em 2000 foi ouro na carabina 3 posições, prova em que foi bronze em 1996